# Ministerstwo Przekształceń Własnościowych
Ministerstwo Przekształceń Własnościowych – resort zajmujący się procesami prywatyzacji przedsiębiorstw Skarbu Państwa. Ministerstwo zostało zlikwidowane w wyniku reformy centrum w 1996 roku. Jego kompetencje przejęło Ministerstwo Skarbu Państwa.

## Ministrowie przekształceń własnościowych
- Waldemar Kuczyński od 14 września 1990 do 14 grudnia 1990
- Janusz Lewandowski od 12 stycznia 1991 do 5 grudnia 1991
- Tomasz Gruszecki od 23 grudnia 1991 do 5 czerwca 1992
- Janusz Lewandowski od 11 lipca 1992 do 26 października 1993
- Wiesław Kaczmarek od 26 października 1993 do 30 września 1996